# Маргита
Маргита (рум. Mărghita, мађ. Nagymargita) је насеље у општини Пландиште, у Јужнобанатском округу, у Србији. Према попису из 2022. било је 770 становника.

## Историја
Године 1597. године помиње се први пут Маргита. У 17. веку Szent Margita. У 19. веку – Nagy Margita. A од 1919. године Маргита.
Године 1597. помиње се место као посед Гашпара Тота. Вероватно је, да је насеље прозвано по црквеном патрону. Становници насеља били су Срби. 1713. године имало је 22 дома.
Године 1724. године одселило се много становника, на чија су се места, вероватно одмах после 1740. године населили Румуни, чија презимена – Ардељан, Царан, Шипецан, Гетејанц јасно одају одакле су овамо дошли. Подигнута је црква брвнара 1742. године а 1810. године сазидана је српска црква. Године 1835. "на Духове" (празнику), завршено је зидање садашње цркве, која је освећена 1836. године.
Од 1716. до 1830. године пролазила је пошта из Темишвара крај Денте, Маргитице и Алибунара за Панчево. Аустријски царски ревизор Ерлер је 1774. године констатовао да место "Маргита" припада Жамском округу, Вршачког дистрикта. Становништво је било претежно влашко.
Јављају се 1840. године као претплатници српске књиге: поп Николај Попов парох, Георгије Враговић учитељ и каплар Василије Чаковац. Године 1854. пописано је 1922 становника.
Дана 4. маја 1889. године отворена је железничка станица на ново саграђеној прузи Велики Бечкерек- Маргита, а 1. јула 1891. године отворен је саобраћај и на новој прузи за Вршац.
На дан 31. јануара 1821. године пописано је 1807 становника, од којих је било: Срба 707, Словака 1, Румуна 937, Немаца 24, Мађара 69, и осталих 35.
Приликом радова на прокопавању моравичког канала, ископан је један мамутов костур, од којих се више костију чува у вршачком музеју.
Овде се налази Маргита (слатинско станиште).

## Демографија
У насељу Маргита живи 808 пунолетних становника, а просечна старост становништва износи 41,8 година (40,8 код мушкараца и 42,7 код жена). У насељу има 368 домаћинстава, а просечан број чланова по домаћинству је 2,85.
Становништво у овом насељу веома је нехомогено, а у последња три пописа, примећен је пад у броју становника.
|  |

| Демографија | Демографија | Демографија |
| Година      | Становника  | Становника  |
| ----------- | ----------- | ----------- |
| 1948.       | 1.863       |             |
| 1953.       | 1.975       |             |
| 1961.       | 1.998       |             |
| 1971.       | 1.827       |             |
| 1981.       | 1.550       |             |
| 1991.       | 1.313       | 1.111       |
| 2002.       | 1.047       | 1.261       |
| 2011.       | 926         |             |

| Етнички састав према попису из 2002.‍ | Етнички састав према попису из 2002.‍ | Етнички састав према попису из 2002.‍ | Етнички састав према попису из 2002.‍ | Етнички састав према попису из 2002.‍ |
| ------------------------------------ | ------------------------------------ | ------------------------------------ | ------------------------------------ | ------------------------------------ |
|                                      |                                      |                                      |                                      |                                      |
| Срби                                 | Срби                                 |                                      | 462                                  | 44,12%                               |
| Румуни                               | Румуни                               |                                      | 303                                  | 28,93%                               |
| Роми                                 | Роми                                 |                                      | 107                                  | 10,21%                               |
| Мађари                               | Мађари                               |                                      | 100                                  | 9,55%                                |
| Југословени                          | Југословени                          |                                      | 37                                   | 3,53%                                |
| Македонци                            | Македонци                            |                                      | 13                                   | 1,24%                                |
| Словаци                              | Словаци                              |                                      | 7                                    | 0,66%                                |
| Немци                                | Немци                                |                                      | 3                                    | 0,28%                                |
| Хрвати                               | Хрвати                               |                                      | 2                                    | 0,19%                                |
| Словенци                             | Словенци                             |                                      | 2                                    | 0,19%                                |
| Украјинци                            | Украјинци                            |                                      | 1                                    | 0,09%                                |
| Муслимани                            | Муслимани                            |                                      | 1                                    | 0,09%                                |
| Бугари                               | Бугари                               |                                      | 1                                    | 0,09%                                |
| непознато                            | непознато                            |                                      | 4                                    | 0,38%                                |

| \| \| м \| \| \| ж \| \| ? \| 0 \| \| \| 2 \| \| 80+ \| 11 \| \| \| 23 \| \| 75—79 \| 26 \| \| \| 27 \| \| 70—74 \| 34 \| \| \| 38 \| \| 65—69 \| 43 \| \| \| 50 \| \| 60—64 \| 26 \| \| \| 33 \| \| 55—59 \| 29 \| \| \| 42 \| \| 50—54 \| 17 \| \| \| 22 \| \| 45—49 \| 38 \| \| \| 23 \| \| 40—44 \| 33 \| \| \| 24 \| \| 35—39 \| 40 \| \| \| 31 \| \| 30—34 \| 33 \| \| \| 35 \| \| 25—29 \| 27 \| \| \| 26 \| \| 20—24 \| 27 \| \| \| 21 \| \| 15—19 \| 25 \| \| \| 35 \| \| 10—14 \| 34 \| \| \| 33 \| \| 5—9 \| 35 \| \| \| 44 \| \| 0—4 \| 33 \| \| \| 27 \| \| Просек : \| 40,8 \| \| \| 42,7 \| |      |  |  |      |
| |      |  |  |      |
| | м    |  |  | ж    |
| ? | 0    |  |  | 2    |
| 80+ | 11   |  |  | 23   |
| 75—79 | 26   |  |  | 27   |
| 70—74 | 34   |  |  | 38   |
| 65—69 | 43   |  |  | 50   |
| 60—64 | 26   |  |  | 33   |
| 55—59 | 29   |  |  | 42   |
| 50—54 | 17   |  |  | 22   |
| 45—49 | 38   |  |  | 23   |
| 40—44 | 33   |  |  | 24   |
| 35—39 | 40   |  |  | 31   |
| 30—34 | 33   |  |  | 35   |
| 25—29 | 27   |  |  | 26   |
| 20—24 | 27   |  |  | 21   |
| 15—19 | 25   |  |  | 35   |
| 10—14 | 34   |  |  | 33   |
| 5—9 | 35   |  |  | 44   |
| 0—4 | 33   |  |  | 27   |
| Просек : | 40,8 |  |  | 42,7 |

| Година пописа     | 1948. | 1953. | 1961. | 1971. | 1981. | 1991. | 2002. |
| ----------------- | ----- | ----- | ----- | ----- | ----- | ----- | ----- |
| Број домаћинстава | 445   | 477   | 506   | 463   | 448   | 415   | 368   |

| Број чланова      | 1  | 2   | 3  | 4  | 5  | 6  | 7 | 8 | 9 | 10 и више | Просек |
| ----------------- | -- | --- | -- | -- | -- | -- | - | - | - | --------- | ------ |
| Број домаћинстава | 88 | 105 | 60 | 53 | 31 | 20 | 8 | 2 | 0 | 1         | 2,85   |

| Пол    | Укупно | Неожењен/Неудата | Ожењен/Удата | Удовац/Удовица | Разведен/Разведена | Непознато |
| ------ | ------ | ---------------- | ------------ | -------------- | ------------------ | --------- |
| Мушки  | 409    | 90               | 265          | 38             | 16                 | 0         |
| Женски | 432    | 67               | 264          | 94             | 6                  | 1         |
| УКУПНО | 841    | 157              | 529          | 132            | 22                 | 1         |

| Пол    | Укупно                    | Пољопривреда, лов и шумарство | Рибарство                            | Вађење руде и камена | Прерађивачка индустрија       |
| ------ | ------------------------- | ----------------------------- | ------------------------------------ | -------------------- | ----------------------------- |
| Мушки  | 236                       | 150                           | 1                                    | 0                    | 31                            |
| Женски | 121                       | 70                            | 0                                    | 0                    | 29                            |
| Укупно | 357                       | 220                           | 1                                    | 0                    | 60                            |
|        |                           |                               |                                      |                      |                               |
| Пол    | Производња и снабдевање   | Грађевинарство                | Трговина                             | Хотели и ресторани   | Саобраћај, складиштење и везе |
| Мушки  | 0                         | 11                            | 13                                   | 0                    | 10                            |
| Женски | 0                         | 1                             | 10                                   | 0                    | 0                             |
| Укупно | 0                         | 12                            | 23                                   | 0                    | 10                            |
|        |                           |                               |                                      |                      |                               |
| Пол    | Финансијско посредовање   | Некретнине                    | Државна управа и одбрана             | Образовање           | Здравствени и социјални рад   |
| Мушки  | 5                         | 1                             | 2                                    | 2                    | 4                             |
| Женски | 0                         | 0                             | 1                                    | 4                    | 4                             |
| Укупно | 5                         | 1                             | 3                                    | 6                    | 8                             |
|        |                           |                               |                                      |                      |                               |
| Пол    | Остале услужне активности | Приватна домаћинства          | Екстериторијалне организације и тела | Непознато            | Непознато                     |
| Мушки  | 3                         | 0                             | 0                                    | 3                    | 3                             |
| Женски | 0                         | 2                             | 0                                    | 0                    | 0                             |
| Укупно | 3                         | 2                             | 0                                    | 3                    | 3                             |

## Галерија
- Српска православна црква
- Румунска православна црква